# 음력 6월 23일
음력 6월 23일은 음력 6월의 23번째 날이다.

## 문화
- 2007년 -
  - 대한민국의 9인조 여성그룹 소녀시대 데뷔, 데뷔곡 다시 만난 세계.
  - 대한민국의 리얼로드 야생 버라이어티, 강호동의 1박 2일 첫방송.

## 탄생
- 1952년 - 대한민국의 가수 양희은.
- 1958년 - 대한민국의 가수 설운도.
- 1991년 -
  - 대한민국의 가수 남영주.
  - 대한민국의 배우 지은성.
- 1993년 - 대한민국의 가수, 배우 신혜정.
- 1996년 - 대한민국의 가수 로운 (SF9).

## 같이 보기
- 음력 360일: 1월 2월 3월 4월 5월 6월 7월 8월 9월 10월 11월 12월
- 전날:6월 22일 다음날:6월 24일 - 전달:5월 23일 다음달:7월 23일
- 양력:6월 23일
- 음력, 윤달